# Cazedarnes
 Cazedarnes  (en occitano Casa d'Arnas) es una población y comuna francesa, situada en la región de Occitania, departamento de Hérault, en el distrito de Béziers y cantón de Saint-Pons-de-Thomières.

## Demografía
| 389 | 353 | 284 | 300 | 329 | 394 | 593 |
| Para los censos de 1962 a 1999 la población legal corresponde a la población sin duplicidades (Fuente: INSEE [Consultar]) |     |     |     |     |     |     |